# Końska Głowa
Końska Głowa – część wsi Mściszewice w Polsce, położona w województwie pomorskim, w powiecie kartuskim, w gminie Sulęczyno. Wchodzi w skład sołectwa Mściszewice.
W latach 1975–1998 Końska Głowa administracyjnie należała do województwa gdańskiego.